# NacuN
nacuN (ナチュン, nachun) est un manga japonais de science-fiction par Daisaku Tsuru publié depuis août 2006 dans "Afternoon" (Kōdansha), encore inédit en français.
NacuN (prononcé "natchoune") est le verbe qui signifie "pleurer" en Okinawaïen. Son titre commercial nacuN vient de la méthode de transcription de l'okinawais.
Daisaku Tsuru, l'auteur de cette œuvre, qui a séjourné à Okinawa pour faire ses recherches en écologie animale au cours de sa maîtrise, dessine des paysages d'Okinawa d'après ses expériences.
L'archipel de Komiya, la scène imaginaire de cette œuvre, provient de l'Archipel de Miyako, qui existe à Okinawa.

## Liste des personnages
(août 2025).
Le contenu est difficilement compréhensible vu les erreurs de traduction, qui sont peut-être dues à l'utilisation d'un logiciel de traduction automatique.
Francis M Dullam (フランシス・デュラム)
Un physicien mathématique qui a été appelé un homme de genie depuis Einstein. Il a changé de direction aux recherches de l'écologie des dauphins après avoir perdu la moitié de son cerveau par un accident.
Mitsunari Ishii (石井 光成)
Un étudiant japonais qui étudiait aux États-Unis. En voyant l'image des dauphins par Dr Dullam, il a trouvé une idée de l'invention d'une intelligence artificielle. Avec une ambition de la conquête du monde avec l'intelligence artificielle, il commence des recherches écologiques des dauphins à l'île de Makei (une île imaginaire), Okinawa. Il s'intitule Terunari.
Monsieur Gen (ゲンさん)
Un pêcheur à l'île de Makei. Il amène Mitsunari à la pêche en échange de collaborer à l'observation des dauphins. Son nom de famille est Ganaha (我那覇). 
Une fille énigmatique
Une plongeuse énigmatique qui nage avec une troupe de dauphins. Elle ne peut pas parler. Son vrai nom est inconnu, et appelée Dorome (泥女) par une vieille femme ou Doruko (ドル子) par Terunari. 
Denka
Le premier fils du propriétaire de filets de pêche à l'île d'Erabu. Il paraît comme un homme de visual kei. Il voudrait que Monsieur Gen travaille chez eux.